# Manuel de Arriaga Nunes
Manuel de Arriaga Nunes (Pico, Madalena do Pico, Terra do Pão, 26 de Junho de 1843 — Lisboa, 9 de Março de 1894) foi um médico e político, deputado às Cortes e governador civil do Distrito da Horta. Foi avô do general Kaúlza Oliveira de Arriaga.

## Família
Filho de Manuel Francisco de Araújo Nunes e de sua mulher Ana Francisca de Arriaga.

## Biografia
Depois de frequentar o Liceu da Horta, ainda muito jovem, emigrou para o Brasil, onde se formou como Licenciado em Medicina pela Faculdade de Medicina da Universidade do Rio de Janeiro. Em 1883 fixou-se em Lisboa, onde defendeu com êxito a sua tese de equiparação ao curso de Medicina da Escola Médico-Cirúrgica de Lisboa, partindo de seguida para Viena, onde se especializou.
Regressou então aos Açores e estabeleceu consultório de medicina e cirurgia nas ilhas do Faial e Pico. Na sua actividade médica ganhou renome pela sua perícia operatória e generosidade, ficando conhecido pelo médico dos pobres.
Para além da sua actividade como médico, dedicou-se ao jornalismo, publicando sobre temas literários e de saúde. Também se dedicou à política activa, liderando o Partido Regenerador no Distrito da Horta. Apresentou-se como candidato nas eleições legislativas de 1886 e 1889.
Foi governador civil do Distrito da Horta no período de 29 de Janeiro de 1890 a 20 de Fevereiro de 1893, um período longa para a época, já que a crónica instabilidade política forçava uma rápida rotação no cargo. Recebeu também a carta de Conselho.
O seu nome consta da toponímia da cidade da Horta e da vila da Madalena do Pico. Decorrido um século da sua morte, foi erigido um busto do Dr. Arriaga Nunes na Terra do Pão, o seu lugar natal.

## Casamento e descendência
Casou em Buenos Aires com Joaquina dos Santos Lima, nascida no Rio de Janeiro, Rio de Janeiro, Candelária, filha de António Luís dos Santos Lima, nascido no Porto, Sé, e falecido no Rio de Janeiro, Rio de Janeiro, e de sua mulher Joaquina Teodorica Vieira (Rio de Janeiro, Rio de Janeiro, 1 de Julho de 1827 - Lisboa, Sacramento, 11 de Outubro de 1895), e neta materna de Joaquim Vieira da Cunha (Castelo de Paiva, Pedorido, bap. 15 de Março de 1789) e de sua segunda mulher Teresa Joaquina Bordalo (Rio de Janeiro, Rio de Janeiro, bap. 22 de Agosto de 1801), de quem teve um filho e duas filhas: 
- Manuel dos Santos Lima de Arriaga Nunes (Lisboa, Santa Isabel, 11 de Outubro de 1885 - Vila Nova de Gaia, Arcozelo, 19 de Setembro de 1940), Escultor
- Ester dos Santos Lima de Arriaga Nunes (Lisboa, 1880 - Rio de Janeiro, 1963), casada em Lisboa em 1895 com Alberto Dias Guimarães, com geração
- Alina dos Santos Lima de Arriga Nunes (Porto, 1877 - Lisboa 1960), casada com o banqueiro Guilherme Guimarães Correia Leite, com geração